# Registre national des lieux historiques dans le comté de Humboldt (Californie)

Localisation du comté de Humboldt en Californie

Ceci est la liste des lieux historiques inscrits sur le registre national dans le comté de Humboldt en Californie.
Cci est censé être une liste exhaustive des propriétés et des districts des lieux historiques du registre national dans le comté de Humboldt, en Californie. Les coordonnées de latitude et longitude sont fournies pour la plupart des propriétés et les districts du registre national ; ces localisations peuvent être aperçues sur Google Map.
Il y a 55 propriétés et districts répertoriés sur le registre national dans le comté, dont un monument historique national.

## Liste actuelle
| Position | ID        | Type | Nom                                             | Localisation                                                | Ville             | Date d'inscription   | Image | Coordonnées                          | Description |
| -------- | --------- | ---- | ----------------------------------------------- | ----------------------------------------------------------- | ----------------- | -------------------- | ----- | ------------------------------------ | --- |
| 1        | 86000100  | NRHP | Alford-Nielson House (en)                       | 1299 Main St.                                               | Ferndale          | 23 janvier 1986      |       | 40° 35′ 09″ nord, 124° 15′ 29″ ouest | Second empire français 1874, a été déplacé du 421 au 1299 Main Street en 1893 |
| 2        | 89000855  | HD   | F. W. Andreasen-John Rossen House (en)          | Port Kenyon Rd. and Bush St.                                | Ferndale          | 25 septembre 1989    |       | 40° 35′ 38″ nord, 124° 16′ 21″ ouest | 1901 Queen Anne, William S. Fitzell (architecte) |
| 3        | 82001723  | HD   | Bald Hills Archeological District               | Adresse restreinte                                          | Orick             | 9 juillet 1982       |       |                                      | de 500 B.C. à 1000 A.D., site culturel Chilula |
| 4        | 82002180  | NRHP | Bank of Eureka Building (en)                    | 240 E St.                                                   | Eureka            | 12 avril 1982        |       | 40° 48′ 13″ nord, 124° 09′ 59″ ouest | 1911, Classic Revival, actuellement musée commémoratif de Clarke |
| 5        | 85000354  | NRHP | Bank of Loleta                                  | 358 Main St.                                                | Loleta            | 28 février 1985      |       | 40° 38′ 26″ nord, 124° 13′ 26″ ouest | 1920 Bâtiment commercial de 1920 Classical Revival (1985 NRHP plaque) |
| 6        | 83001179  | NRHP | Benbow Inn                                      | 445 Lake Benbow Dr.                                         | Garberville       | 15 septembre 1983    |       | 40° 04′ 04″ nord, 123° 47′ 19″ ouest | Hôtel de 1925 Tudor Revival |
| 7        | 83001180  | NRHP | A. Berding House (en)                           | 455 Ocean Ave.                                              | Ferndale          | 4 janvier 1983       |       | 40° 34′ 33″ nord, 124° 15′ 46″ ouest | 1875, aussi appelée « The Gum Drop Tree House » en raison de la rangée de cyprès taillés                                                                                                |
| 8        | 78000671  | NRHP | Carlotta Hotel                                  | Central Ave.                                                | Carlotta (en)     | 23 mai 1978          |       | 40° 32′ 17″ nord, 124° 03′ 30″ ouest | 1900 |
| 9        | 86000101  | NRHP | Carnegie Free Library (en)                      | 636 F St.                                                   | Eureka            | 23 janvier 1986      |       | 40° 48′ 02″ nord, 124° 09′ 52″ ouest | 1903, actuellement le musée d'art Morris Graves |
| 10       | 11000713  | NRHP | John G. Chapman House                           | 974 10th St.                                                | Arcata            | 29 septembre 2011    |       | 40° 52′ 14″ nord, 124° 05′ 18″ ouest | |
| 11       | 87002394  | NRHP | William S. Clark House (en)                     | 1406 C St.                                                  | Eureka            | 14 janvier 1988      |       | 40° 47′ 39″ nord, 124° 10′ 03″ ouest | 1888, Eastlake Residential de 1,5 étage |
| 12       | 05001084  | NRHP | John A. Cottrell House                          | 1228 C St.                                                  | Eureka            | 28 septembre 2005    |       | 40° 47′ 43″ nord, 124° 10′ 04″ ouest | c.1900, Queen Anne/Eastlake Residence de 2 étages |
| 13       | 85000901  | HD   | De-No-To Cultural District (en)                 | Adresse restreinte                                          | Hoopa             | 24 avril 1985        |       |                                      | Hupa, site culturel Karuk |
| 14       | 91001523  | HD   | Eureka Historic District (en)                   | Roughly, First, Second and Third Sts., between C and N Sts. | Eureka            | 15 octobre 1991      |       | 40° 48′ 17″ nord, 124° 09′ 47″ ouest | 11 block long, three block wide district of Late Victorian, Greek Revival, Classical Revival storefronts & residences. Includes the E. Janssen Building and the Bank of Eureka Building |
| 15       | 82002181  | NRHP | Eureka Inn (en)                                 | 7th and F Sts.                                              | Eureka            | 11 février 1982      |       | 40° 48′ 00″ nord, 124° 09′ 49″ ouest | 1900 Tudor Revival Hotel |
| 16       | 09001199  | NRHP | Eureka Theatre (en)                             | 612 F St.                                                   | Eureka            | 7 janvier 2010       |       | 40° 48′ 03″ nord, 124° 09′ 58″ ouest | 1937 Streamline Moderne Theater |
| 17       | 87002294  | HD   | Fern Cottage Historic District (ceb)            | 2099 Centerville Rd.                                        | Ferndale          | 7 janvier 1988       |       | 40° 35′ 04″ nord, 124° 18′ 32″ ouest | 1,600 acre historic district: 16 buildings and 2 structures contribute to listing including historic Fern Cottage, home of the Russ pioneer family.                                     |
| 18       | 87000566  | NRHP | Fernbridge (en)                                 | CA 211                                                      | Fernbridge (en)   | 2 avril 1987         |       | 40° 36′ 51″ nord, 124° 12′ 08″ ouest | 1 320 pieds (402,336 m) concrete arch built 1911, John B. Leonard (engineer) http://ca.water.usgs.gov/webcams/fernbridge/                                                               |
| 19       | 93001461  | HD   | Ferndale Main Street Historic District (en)     | 300-580 Main, 330 Ocean and 207-290 Francis Sts.            | Ferndale          | 10 janvier 1994      |       | 40° 34′ 35″ nord, 124° 15′ 45″ ouest | 5 block long Italianate, Stick/Eastlake, Queen Anne commercial and mixed use buildings                                                                                                  |
| 20       | 90001815  | NRHP | Ferndale Public Library (en)                    | 807 Main St.                                                | Ferndale          | 10 décembre 1990     |       | 40° 34′ 47″ nord, 124° 15′ 36″ ouest | 1910 Classical Revival Carnegie Library, Warren Skellings (architect) http://www.carnegie-libraries.org/california/ferndale.html                                                        |
| 21       | 74000511  | NRHP | First and F Street Building                     | 112 F St.                                                   | Eureka            | 12 juillet 1974      |       | 40° 48′ 19″ nord, 124° 09′ 57″ ouest | 1893, commercial corner Stick/Eastlake |
| 22       | 79000476  | NRHP | Grizzly Bluff School (en)                       | East of Ferndale on Grizzly Bluff Rd                        | Ferndale          | 27 novembre 1979     |       | 40° 33′ 46″ nord, 124° 10′ 12″ ouest | 1871, Greek Revival, école |
| 23       | 66000208  | NHL  | Gunther Island Site 67 (en)                     | Humboldt Bay                                                | Eureka            | date=15 October 1966 |       | 40° 48′ 47″ nord, 124° 10′ 06″ ouest | lieu du massacre de Wiyot de 1860 (en) |
| 24       | 82002184  | NRHP | Gushaw-Mudgett House                            | 820 9th St.                                                 | Fortuna           | 11 janvier 1982      |       | 40° 35′ 57″ nord, 124° 09′ 28″ ouest | 1884, Italianate, Stick/Eastlake residence |
| 25       | 80004608  | NRHP | Holy Trinity Church (en)                        | Parker and Hector St.                                       | Trinidad          | 6 août 1980          |       | 41° 03′ 33″ nord, 124° 08′ 29″ ouest | 1850 |
| 26       | 10000893  | NRHP | Hoopa Valley Adobe                              | Campus St.                                                  | Hoopa             | 7 janvier 2013       |       | 41° 02′ 51″ nord, 123° 40′ 43″ ouest | |
| 27       | 84000775  | NRHP | Hotel Arcata (en)                               | 708 9th St.                                                 | Arcata            | 5 janvier 1984       |       | 40° 52′ 09″ nord, 124° 05′ 05″ ouest | 1900 Hotel |
| 28       | 79000477  | NRHP | Humboldt Bay Life-Saving Station (en)           | South of Samoa on Samoa Rd                                  | Samoa             | 30 octobre 1979      |       | 40° 46′ 05″ nord, 124° 13′ 05″ ouest | 1875/1936, bâtiment des gardes-côtes |
| 29       | 82002182  | NRHP | Humboldt Bay Woolen Mill (en)                   | 1400 Broadway                                               | Eureka            | 25 juin 1982         |       | 40° 47′ 38″ nord, 124° 10′ 35″ ouest | 1901, 2 étages, cadre industriel avec des ajouts des années 1920 qui a été démoli en 1987. Deuxième à partir de la gauche sur la rangée du bas, #21 sur la carte d'origine              |
| 30       | 82002179  | NRHP | Jacoby Building (en)                            | 791 8th St.                                                 | Arcata            | 17 juin 1982         |       | 40° 52′ 06″ nord, 124° 05′ 10″ ouest | 1850, 4 étages, Renaissance, Classical Revival, construit pour des entrepôts et des magasins                                                                                            |
| 31       | 73000402  | NRHP | E. Janssen Building (en)                        | 422 First St.                                               | Eureka            | 16 juillet 1973      |       | 40° 48′ 18″ nord, 124° 09′ 59″ ouest | 1875, 2 étages, immeuble commercial style loft à l'italienne en fonte construit pour des marchandises générales et de l'épicerie                                                        |
| 32       | 81000148  | NRHP | Lower Blackburn Grade Bridge (en)               | Northwest of Bridgeville on CA 36                           | Bridgeville (en)  | 25 juin 1981         |       | 40° 28′ 50″ nord, 123° 53′ 22″ ouest | 1925 |
| 33       | 100002212 | HD   | District historique des Lyons Ranches           | Bald Hills Rd., Redwoods National Park                      | voisinage d'Orick | 19 mars 2018         |       | 41° 08′ 53″ nord, 123° 53′ 36″ ouest | |
| 34       | 82000966  | NRHP | D. C. McDonald Building                         | 108 F St.                                                   | Eureka            | 17 novembre 1982     |       | 40° 48′ 18″ nord, 124° 09′ 57″ ouest | 1904, Classical Revival, 2 étages, sur la gauche de la rangée historique sur la photo.                                                                                                  |
| 35       | 78000672  | NRHP | George McFarlan House (en)                      | 1410 2nd St.                                                | Eureka            | 15 novembre 1978     |       | 40° 48′ 22″ nord, 124° 09′ 20″ ouest | ca. 1857, Greek Revival, peut-être une maison en kit ou réassemblée sur site car les pièces sont numérotées                                                                             |
| 36       | 78000673  | NRHP | Odd Fellows Hall (en)                           | 123 F St.                                                   | Eureka            | 3 mai 1978           |       | 40° 48′ 17″ nord, 124° 10′ 00″ ouest | 1882, Second Empire, 2 étages |
| 37       | 85000353  | NRHP | Old Jacoby Creek School (en)                    | 2212 Jacoby Creek Rd.                                       | Bayside (en)      | 28 février 1985      |       | 40° 50′ 34″ nord, 124° 03′ 43″ ouest | 1900 |
| 38       | 85003373  | NRHP | Phillips House                                  | 71 E. Seventh St.                                           | Arcata            | 24 octobre 1985      |       | 40° 51′ 58″ nord, 124° 04′ 37″ ouest | 1850, Greek Revival |
| 39       | 00000034  | HD   | Prairie Creek Fish Hatchery                     | Milepost 124.83 on US 101, north of Orick                   | Orick             | 4 février 2000       |       | 41° 19′ 59″ nord, 124° 01′ 45″ ouest | IEn fonctionnement de 1925 à 1949. |
| 40       | 76000483  | NRHP | Phare de Punta Gorda                            | 10,5 milles (16,9 km) au sud-ouest de Petrolia              | Petrolia          | 1er septembre 1976   |       | 40° 14′ 58″ nord, 124° 20′ 44″ ouest | 190, Phare |
| 41       | 86000263  | NRHP | Pythian Castle (en)                             | 1100 H St.                                                  | Arcata            | 20 février 1986      |       | 40° 52′ 16″ nord, 124° 05′ 06″ ouest | 1875, Queen Anne Knights of Pythias, salle de réunion de 4 étages |
| 42       | 82002183  | NRHP | Rectory, Catholic Church of the Assumption (en) | 563 Ocean Ave.                                              | Ferndale          | 11 février 1982      |       | 40° 34′ 30″ nord, 124° 15′ 42″ ouest | 1875 Queen Anne, Stick/Eastlake, George F. Costerisa, constructeur/architecte |
| 43       | 92001302  | NRHP | Thomas F. Ricks House (en)                      | 730 H St.                                                   | Eureka            | 2 octobre 1992       |       | 40° 48′ 00″ nord, 124° 09′ 45″ ouest | c.1885, Eastlake de 2 étages, portique et double baies de 2 étages |
| 44       | 78000670  | NRHP | Schorlig House                                  | 1050 12th St.                                               | Arcata            | 20 novembre 1978     |       | 40° 52′ 21″ nord, 124° 05′ 14″ ouest | 1875 residence |
| 45       | 84000777  | NRHP | Shaw House (en)                                 | 703 Main St.                                                | Ferndale          | 13 septembre 1984    |       | 40° 34′ 45″ nord, 124° 15′ 39″ ouest | 1866, Carpenter Gothic, a servi de bureau de poste et de palais de justice |
| 46       | 86001668  | NRHP | Simpson-Vance House                             | 904 G St.                                                   | Eureka            | 17 juillet 1986      |       | 40° 47′ 55″ nord, 124° 09′ 47″ ouest | 1892, Queen Anne de 2 étages, tour de coin polygonale |
| 47       | 86000267  | NRHP | Stone House                                     | 902 Fourteenth St.                                          | Arcata            | 27 février 1986      |       | 40° 52′ 25″ nord, 124° 05′ 11″ ouest | 1875, Queen Anne |
| 48       | 09000372  | NRHP | Sweasey Theater-Loew's State Theater            | 412 G St.                                                   | Eureka            | 5 juin 2009          |       | 40° 48′ 10″ nord, 124° 09′ 54″ ouest | 1919, théâtre avec une façade en terracotta |
| 49       | 12000397  | NRHP | Tishawnik                                       | Adresse restreinte                                          | Orleans (en)      | 21 janvier 2015      |       |                                      | |
| 50       | 91001098  | HD   | Phare de Trinidad Head                          | Trinidad Head                                               | Trinidad          | 3 septembre 1991     |       | 41° 03′ 14″ nord, 124° 08′ 55″ ouest | 1871, légère élévation de 196 pieds (59,7 m), phare msur un falaise d'élévation de 20 pieds (6,1 m)                                                                                     |
| 51       | 72000224  | NRHP | Tsahpek                                         | Adresse restreinte                                          | Eureka            | 5 décembre 1972      |       |                                      | Site avec une occupation continue pendant près de 2 000 ans. |
| 52       | 83001181  | NRHP | U.S. Post Office and Courthouse (en)            | 514 H. Street                                               | Eureka            | 10 février 1983      |       | 40° 48′ 07″ nord, 124° 09′ 47″ ouest | 1909, Renaissance Revival de 3 étages |
| 53       | 02000329  | NRHP | Washington School                               | 1910 California St.                                         | Eureka            | 12 avril 2002        |       | 40° 47′ 27″ nord, 124° 10′ 16″ ouest | École de 2 étages |
| 54       | 79000475  | NRHP | Whaley House                                    | 1395 H St.                                                  | Arcata            | 31 décembre 1979     |       | 40° 52′ 23″ nord, 124° 05′ 03″ ouest | 1850 Greek Revival |
| 55       | 04000335  | NRHP | Magdalena Zanone House                          | 1604 G St.                                                  | Eureka            | 21 avril 2004        |       | 40° 47′ 35″ nord, 124° 09′ 47″ ouest | c.1908, Queen Anne de 2 étages avec une tour |